# Orochelidon flavipes
La golondrina paticlara (Orochelidon flavipes) es una especie de ave paseriforme de la familia Hirundinidae propia de las montañas del noroeste de Sudamérica.

## Descripción
La golondrina paticlara mide de media unos 12 cm de largo, y pesa unos 10,6 g. Sus partes superiores son de color con brillo azulado, siendo las alas cola y parte inferior de la cola más negras que el resto. Su barbilla es negruzca, mientras que su garganta y pecho son de color canela claro. Su vientre es blanco. Sus flancos, coberteras inferiores axilas y plumas tibiales son de color pardo negruzco. Su pico es negro con los bordes rojados, y el iris de sus ojos es pardo. Su cola está ligeramente ahorquillada. La parte inferior de sus patas y pies son de color rosado. Ambos sexos tienen un aspecto similar, y los inmaduros tienen también, pero con las coberteras infracaudales con bordes claros o blancos.

Esta especie se diferencia de la similar golondrina barranquera por los flacos oscuros de la golondrina paticlara y su vuelo más rápido. Además la golondrina paticlara es ligeramente más pequeña que la barranquera.

## Taxonomía
La golondrina paticlara fue descrita científicamente por el ornitólogo estadounidense Frank Chapman en 1922, con el nombre de Pygochelidon flavipes. Posteriormente fue trasladada al género Notiochelidon.
La golondrina paticlara es monotípica, es decir, no se reconocen subespecies diferenciadas.

## Distribución y hábitat
Esta golondrina es nativa de los Andes de Bolivia, Colombia, Ecuador, Perú y Venezuela. Generalmente se encuentra en las laderas orientales de los Andes, pero se registra en ambas vertientes en los Andes centrales. Normalmente se encuentra entre los 2600 y los 3300 m s. n. m. en Ecuador, no baja de los 2000 m s. n. m. en Perú y los 2300 m s. n. m. en Bolivia, y no sobrepasa por encima los 3500 m s. n. m. ni Perú ni en Bolivia. En Venezuela, presentan menos variación de altitud, y allí suelen encontase entre los 2200 y los 2400 m s. n. m. El límite inferior donde han sido avistadas en Venezuela son los 1550 m s. n. m. A veces, el mal tiempo puede empujarlas a altitudes inferiores. 
Habitan principalmente en el bosque de montaña, especialmente los bosques húmedos. Suelen ser aves sedentarias en todo su área de distribución.

## Comportamiento

### Alimentación
La golondrina paticlara es un insectívoro aéreo, que caza los insectos en el aire, generalmente sobre el dosel del bosque, y a veces entre las copas. También se alimenta sobre los caros cercanos. Su vuelo suele ser rápico, bajo y errático. Con frecuencia vuelven hacia atrás varias veces. Generalmente se alimentan en grupos de 10—15 individuos, aunque a veces pueden juntarse hasta 50 golondrinas. Generalmente no se posan, pero cuando lo hacen, normalmente se posan en lugares descubiertos, como ramas secas de los árboles del bosque. Se pueden avistar alimentándose con su pariente la golondrina barranquera y la golondrina ventriparda.

### Reproducción
Aunque se desconoce el periodo fértil de las hebras, se sabe que los machos están en condiciones reproductivas de julio a septiembre. Probablemente ambos miembros de la pareja incuben los huevos.
Por lo general anidan en madrigueras, como la golondrina barranquera, en oquedades musgosas o en cavidades creadas por las carreteras. Para anidar prefieren los bosques de montaña tropical y los bosques nubosos superiores, evitando los claros. Además prefieren los bosques enanoss, y generalmente habitan en altitudes superiores a la golondrina barranquera, y en general zonas más boscosas.

## Estado de conservación
La golondrina paticlara se clasifica como especie bajo preocupación menor por la UICN. La justificación de este hecho es que su población es estable, es muy probable que haya más de 10.000 adultos de la especie, y están distribuidos por una gran área de distribución. Su zona de cría se estima en unos 2.730.000 km². El tamaño de la población se desconoce con exactitud, pero aparentemente es una especie bastante abundante. Aunque podría sobreestimarse su número por lo parecida que es con la golondrina barranquera.